# Rick Davis
Richard Dean Davis – detto Rick – (Denver, 24 novembre 1958) è un ex calciatore statunitense, di ruolo centrocampista.

## Carriera

### Club
Nato a Denver, in Colorado, ma cresciuto in California, Rick Davis iniziò a giocare a calcio a sette anni, in un club giovanile di Claremont e, più tardi, durante il liceo, iniziò la carriera dilettantistica. Nel 1977 disputò una stagione di campionato universitario nelle file della squadra di calcio dell'Università di Santa Clara e, nel 1978, passò al professionismo, firmando un contratto con i Cosmos freschi vincitori della NASL.
Nei Cosmos vinse tre campionati nordamericani (NASL 1978, 1980 e 1982), venendo selezionato come prima scelta per il team All stars nel 1979.
Davis si trasferì ai St. Louis Steamers (MISL I) nel 1983, poco prima del fallimento societario dei Cosmos. Nonostante vari infortuni, riuscì a contribuire al raggiungimento della finale del campionato, poi persa. Dopo un'altra stagione, tornò a New York, nel N.Y. Express, altra squadra affiliata alla MISL I, e composta in gran parte da ex-Cosmos. L'avventura durò una stagione, dopodiché Davis fu ingaggiato dai Tacoma Stars (Stato di Washington). Un infortunio al ginocchio nel 1989 fu il prodromo della sua prematura fine di carriera: mai riuscito a ristabilirsi completamente, abbandonò l'attività nel 1990.

### Nazionale
In Nazionale, Davis compì tutta la trafila dalle giovanili. Inizialmente selezionato per la squadra Olimpica e poi per l'Under-20, sfiorò la qualificazione al campionato mondiale di categoria del 1977. Esordì nel settembre dello stesso anno nella selezione maggiore, alternandosi alla squadra Olimpica che guadagnò la qualificazione al torneo calcistico dei Giochi Olimpici di Mosca (1980). Tuttavia, a causa del boicottaggio ai Giochi imposto dal presidente Carter (che faceva seguito all'invasione sovietica dell'Afghanistan del 1979) la squadra non poté partecipare al torneo. Fece parte della squadra che prese parte al torneo dei Giochi di Los Angeles (1984) e di quello di Seul (1988). A causa del citato infortunio, rimase fuori dalla Nazionale ma accelerò il recupero per poter sperare di essere convocato tra i 22 che avrebbero preso parte al campionato del mondo 1990 in Italia, ma il tecnico Bob Gansler non lo convocò e la carriera in Nazionale terminò nel 1988 dopo Seul.

## Dopo il ritiro
Dopo il suo ritiro, David intraprese una breve carriera da allenatore, ai Los Angeles Salsa (APSL), dei quali divenne successivamente direttore generale. Nel 2004 fu nominato direttore operativo dell'American Youth Soccer Organization, un'organizzazione senza scopo di lucro per la promozione e lo sviluppo del calcio giovanile negli Stati Uniti; dal 2006 ne è divenuto il direttore esecutivo nazionale. Parallelamente all'attività di promozione del calcio giovanile Davis ha intrapreso quella di commentatore sportivo: a parte i commenti tecnici per le partite di Lega, collaborò con la ABC in occasione dei campionati del mondo del 1994 negli Stati Uniti e del 1998 in Francia. Attualmente è commentatore degli incontri dei Los Angeles Galaxy.
Nel 2001 Rick Davis entrò nella Hall of Fame del calcio statunitense, per i suoi meriti nella promozione della disciplina nel Paese.

## Palmarès

### Individuale
- U.S. Soccer Athlete of the Year: 1

1984